# Erick Ferigra
Erick Steven Ferigra Burnham  (Guayaquil, Ecuador, 7 de febrero de 1999) es un futbolista hispano-ecuatoriano. Juega de defensa y su equipo actual es el Athlitiki Enosi Larissas de la Superliga de Grecia.

## Trayectoria
Erick comenzó su carrera a los 6 años en las inferiores del Kelme, y en el 2012 lo fichó el Fútbol Club Barcelona para ser parte de su academia. En 2017 fue transferido a la Fiorentina y luego en 2018 al Torino.
Debutó profesionalmente el 12 de agosto de 2018 en la victoria por 4-0 sobre el Cosenza en la Copa de Italia, cuando entró en el minuto 83 por Nicolas N'Koulou.
El 1 de agosto de 2019 fue enviado a préstamo al Ascoli de la Serie B. En la temporada 2020-21 regresó al Torino donde jugó cinco partidos.
El 7 de junio de 2021 firmó con la Unión Deportiva Las Palmas de la Segunda División española por tres temporadas. Sin embargo, en agosto del año siguiente rescindió su contrato y se marchó a Portugal para jugar en el Futebol Clube Paços de Ferreira, entonces equipo de la Primeira Liga.
En julio de 2025 firmó por una temporada con el Athlitiki Enosi Larissas de la Primera División de Grecia.

## Selección nacional
Erick, por sus años en España, posee la nacionalidad de ese país. En enero de 2018 fue llamado por el entrenador de la selección de Ecuador sub-20, Jorge Célico, para jugar el Sudamericano de la categoría en Chile. En una entrevista el entrenador dijo que el jugador no quiso jugar por Ecuador ya que esperaba la llamada de la selección española.

### Participaciones en eliminatorias
| Eliminatorias      | Sede            | Resultado   | Partidos | Goles |
| ------------------ | --------------- | ----------- | -------- | ----- |
| Eliminatorias 2022 | América del Sur | Clasificado | 1        | 0     |

### Partidos internacionales
Actualizado al último partido disputado el 8 de octubre de 2020.
| \| N.° \| Fecha \| Ciudad \| Rival \| Resultado \| Resultado \| Competencia \| \| --- \| -------------------- \| ------------ \| --------- \| --------- \| --------- \| ----------------------------------- \| \| 1. \| 8 de octubre de 2020 \| Buenos Aires \| Argentina \| 0-1 \| Derrota \| Eliminatorias al Mundial Catar 2022 \| |                      |              |           |           |           |                                     |
| N.° | Fecha                | Ciudad       | Rival     | Resultado | Resultado | Competencia                         |
| 1. | 8 de octubre de 2020 | Buenos Aires | Argentina | 0-1       | Derrota   | Eliminatorias al Mundial Catar 2022 |

## Estadísticas

### Clubes
Actualizado al último partido disputado el 1 de junio de 2025.
| Club                             | Div.          | Temporada     | Liga  | Liga  | Copas nacionales | Copas nacionales | Copas internacionales | Copas internacionales | Total | Total |
| Club                             | Div.          | Temporada     | Part. | Goles | Part.            | Goles            | Part.                 | Goles                 | Part. | Goles |
| -------------------------------- | ------------- | ------------- | ----- | ----- | ---------------- | ---------------- | --------------------- | --------------------- | ----- | ----- |
| Torino F. C. · Italia            | 1.ª           | 2017-18       | 0     | 0     | —                | —                | —                     | —                     | 0     | 0     |
| Torino F. C. · Italia            | 1.ª           | 2018-19       | 0     | 0     | 1                | 0                | —                     | —                     | 1     | 0     |
| Ascoli Calcio · Italia           | 2.ª           | 2019-20       | 13    | 0     | 2                | 0                | —                     | —                     | 15    | 0     |
| Ascoli Calcio · Italia           | Total club    | Total club    | 13    | 0     | 2                | 0                | 0                     | 0                     | 15    | 0     |
| Torino F. C. · Italia            | 1.ª           | 2020-21       | 0     | 0     | —                | —                | —                     | —                     | 0     | 0     |
| Torino F. C. · Italia            | Total club    | Total club    | 0     | 0     | 1                | 0                | 0                     | 0                     | 1     | 0     |
| U. D. Las Palmas · España        | 2.ª           | 2021-22       | 15    | 0     | 2                | 0                | —                     | —                     | 17    | 0     |
| U. D. Las Palmas · España        | Total club    | Total club    | 15    | 0     | 2                | 0                | 0                     | 0                     | 17    | 0     |
| F. C. Paços de Ferreira Portugal | 1.ª           | 2022-23       | 16    | 0     | 2                | 0                | —                     | —                     | 18    | 0     |
| F. C. Paços de Ferreira Portugal | 2.ª           | 2023-24       | 28    | 1     | 1                | 0                | —                     | —                     | 29    | 1     |
| F. C. Paços de Ferreira Portugal | 2.ª           | 2024-25       | 29    | 0     | 2                | 0                | —                     | —                     | 31    | 0     |
| F. C. Paços de Ferreira Portugal | Total club    | Total club    | 73    | 1     | 5                | 0                | 0                     | 0                     | 78    | 1     |
| A. E. Larissas · Grecia          | 1.ª           | 2025-26       | 0     | 0     | 0                | 0                | —                     | —                     | 0     | 0     |
| A. E. Larissas · Grecia          | Total club    | Total club    | 0     | 0     | 0                | 0                | 0                     | 0                     | 0     | 0     |
| Total carrera                    | Total carrera | Total carrera | 101   | 1     | 10               | 0                | 0                     | 0                     | 111   | 1     |
| 1.                               |               |               |       |       |                  |                  |                       |                       |       |       |